# Dhainakot
Dhainakot (en népalais : धैनाकोत) est un comité de développement villageois du Népal situé dans le district de Mugu. Au recensement de 2011, il comptait 2 398 habitants.